# Evert Jan Boks

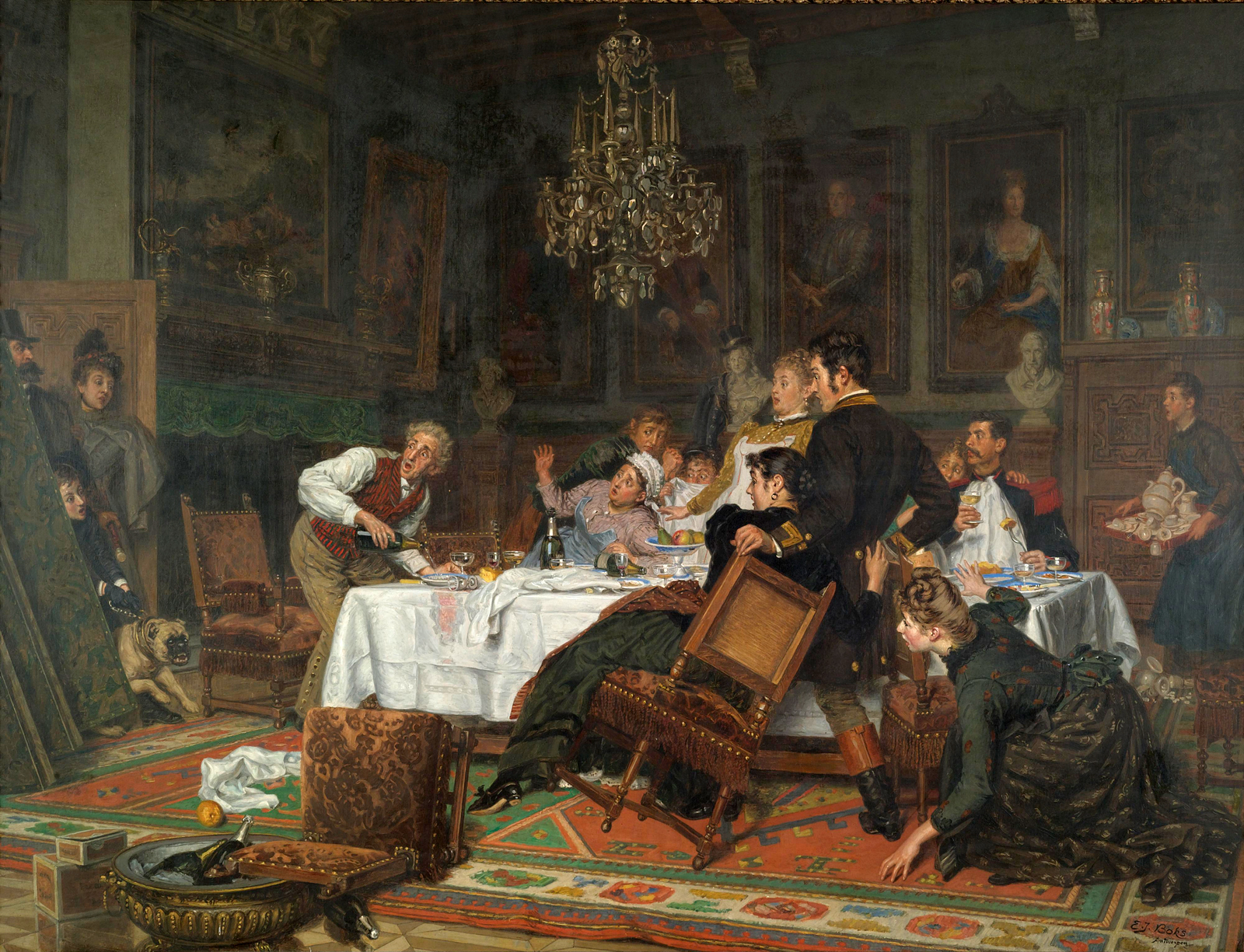
Die Überraschung bei der unerwarteten Ankunft des Herren

Evert Jan Boks (* 18. April 1839 in Beekbergen; † 14. Juni 1914 in Antwerpen) war ein niederländisch-belgischer Genre- und Porträtmaler.
Evert Jan Boks war wohlhabender Herkunft. Sein Vater, Derk Boks (1791–1862), besaß eine Papierfabrik und hatte sieben Kinder. Evert Jan besuchte eine Schule in Apeldoorn und arbeitete dann in einem Finanzamt.
Er studierte an der Hooge Burgerschool in Het Loo, war kurze Zeit Schüler von Nicolaas Pieneman in Amsterdam und schrieb sich 1858 an der Koninklijke Academie voor Schone Kunsten in Antwerpen ein, wo er Schüler von Nicaise de Keyser wurde. 1863 wurde er mit dem Großen Preis ausgezeichnet, erhielt auch den Rompreis, was ihm einen Aufenthalt in Italien ermöglichte.
Nach dem Studium wurde er in Antwerpen als Porträt- und Genremaler tätig. Seine Genrebilder zeigten meist komische oder sentimentale Szenen aus dem Leben der Bourgeoisie.
Er arbeitete eng mit zwei Antwerpener Kunsthändlern zusammen, die seine Werke erwarben: mit Albert D’Huyvetter senior sowie mit seinem Sohn Albert junior, und auch mit dem Kunsthändler Delahaye. Viele seiner Werke wurden in den Vereinigten Staaten verkauft.